# مايكروسوفت أوفيس بيكتشر مانجر
مايكروسوفت أوفيس بيكتشر مانجر هو برنامج من ضمن إصدار مايكروسوفت اوفيس 2003 إلى 2010 ولا يوجد في نسخة عام 2013 هو برنامج إدارة الصور وتحرير الصور الأساسية. وحل محل مايكروسوفت فوتو ايديتور التي كانت تشمل ما يصل إلى مايكروسوفت اوفيس اكس بي منذ مايكروسوفت اوفيس 97
البرنامج مرت عدة تنقحيتات لأسم في بيتا، لاسيما البدء بنسخة مايكروسوفت اوفيس 2003 مكتبة صورة، ثم تفقد تعيين 2003 في الإصدار بيتا 2 ويستقر اخيرآ على الاسم الحالي
لقد تم استبدالها ببرنامج ويندوز لايف، التي تحتوي على العديد من الميزات نفسها والاحدث، مع واجة مستخدم حديثة.

## ميزات
مايكروسوفت اوفيس بيكتشر مانجير لدية القدرة على المحاصيل وتغير حجم وتحويل الصور من صيغ مختلفة مثل الطلاء، ولكن من نوعية يجعل لك صورة أفضل نسبيآ، نظرآ لتمكين من تحديد مستوى الضغط.
وهو يدعم أيضآ عدة قدرات أكثر تقدمآ، مثل تحرير حفظ إعادة التسمية، ازالة احمرار العين والظلال الدرجات اللونية النصفية وبسلط الضوء، دفعة كما أنها سهله لاستخدام ميزات مثل ظغط الصور بنقرة واحدة، وتغيير حجمة لاختيار مستخدم خاصة. ومع ذلك، انها لا تقدم أي نوع من أدوات تحرير النص أو الرسم الفعلي
واحدة من ميزات فريدة من نوعها هو القدرة على ربط وتحميل الصور إلى مكتبة صور مايكروسوفت شير بوينت فيكون بذلك مستخدم يمكن بسهولة مشاركة الصور بين أعضاء الفريق عبر الانترنيت كما أنه من الممكن بسهولة تصدير الصور من البرنامج إلى برامج اوفيس الأخرى بينما تسمح لمستخدم بتعديد احبعاد الصورة المخصصة.

## التغييرات من الاصدارات السابقة
بيكتشر مانجر يفتقر إلى العديد من الميزات من سابقتها، وقد نشرت صور ايديتور مايكروسوفت للحصول على ارشادات حول كيفية إعادة تثبيت فوتو ايديتور تاريخيآ، وقعت حالة مماثلة عندما محرر الصور محل تصوير مايكروسوفت عند الترقية من اوفيس 95الى اوفيس 97
بيكتشر مانجر يغرض صور متحركة مستخدمي نظام تشغيل ويندوز 2000 لا يمكن طباعة الصور من بيكتشر مانجر وظيفتها الطباعة يتطلب معالج توزيع نظام ويندوز اكس بي

## الاخطاء
- حول إعادة تسمية ملف إلى اسم ملف موجود بعد الظهر ب اتبدال الملف الاصلي مع واحد اعيدت تسميته دون تأكيد. يحدث هذا أيضآ أثناء اتخدام الأمر "إعادة التسمية"
- عند تدوير الملفات، ليس من الواضح بعد الظهر دات الصلة كسيف العلامات كنتيجة لذلك البرامج الأخرى التي قراءة علامات اكسف لن يتم عرض ذلك بشكل صحيح.

## انظر أيضآ
- مايكروسوفت ويندوز

## وصلات خارجية
- الموقع الرسمي